# Объяснённое сознание
«Объяснённое сознание» (англ. Consiousness Explained) — книга американского философа и когнитивиста Дэниела Деннета, посвященная исследованию проблемы сознания, написанная в 1991 году. В ней автор предлагает свою теорию сознания и размышляет о том, как сознание возникает из взаимодействия физиологических и когнитивных процессов в мозге.

## Теория сознания
Разрабатывая теорию сознания, Деннет выдвигает модель «множественных проектов», согласно которой не существует места, где возникал бы сознательный опыт. Скорее, можно говорить о различных «фиксациях сознательного опыта», происходящих в разных местах в разное время в мозге. Мозг состоит из «пучков полунезависимых агентов», которые воспринимают параллельные потоки информации, конкурирующие между собой за доступ к мозгу (что близко по смыслу к научной теории глобального рабочего пространства). Когда «фиксация сознательного опыта» происходит в одном из них, его эффекты могут распространиться так, что они приведут к высказыванию одного из предложений, которое образует нарратив, центральным персонажем которой выступает «Я». Таким образом, Деннет не признает существование внутреннего «Я», и говорит о том, что некритическое восприятие этих нарративов наблюдателем приводит к иллюзии существования «Я». Ключевым методом в философии Деннета является гетерофеноменология, подразумевающая наблюдение за субъективным опытом человека с позиции третьего лица при помощи созданных им нарративов (рассказов).
Одним из его известных утверждений является то, что квалиа не существуют (и не могут существовать) в том виде, каком их описывают. Главный аргумент Деннета заключается в том, что различные характеристики, приписываемые квалиа философами — квалиа должны быть неизменчивыми, невыразимыми, личными, напрямую доступными и т. д. — несовместимы, и потому идея квалиа непоследовательна и несогласованна. Отсутствие квалиа будет таким образом означать, что не существует трудной проблемы сознания, как и «философских зомби». Как иронически подмечает Деннет, он обязан верить в то, что мы все философские зомби, если определять «философского зомби» как функционально идентичного человеку без дополнительных нематериальных аспектов.

## Критика
И хотя книга получила широкую известность среди исследователей сознания, она подверглась жесткой критике. Так, со стороны философов Дэвида Чалмерса и Томаса Нагеля выдвигается критика подхода Деннета, при котором полностью исключается субъективный аспект сознания, квалиа, а сам Деннет лишь переопределяет сознание как внешне наблюдаемую характеристику мозга. На такую критику Деннет и его приверженцы отвечают, что только переосмысление сознания таким образом и исключение субъективного компонента (который, согласно Деннету, не существует) могут привести к состоятельной теории сознания.